# Rachele Silvestri
Rachele Silvestri (Ascoli Piceno, 30 agosto 1986) è una politica italiana, dal 23 marzo 2018 deputato alla Camera.

## Biografia
Diplomata all'istituto tecnico commerciale, ha lavorato in un supermercato della catena tedesca Penny Market di Ascoli Piceno come cassiera e addetta alle vendite.
Alle elezioni politiche del 2018 viene candidata alla Camera dei deputati, tra le liste del Movimento 5 Stelle nel collegio plurinominale Marche - 01, risultando eletta deputata. Nel corso della XVIII legislatura è stata membro (2018-2021), segretaria (2018-2020) e capogruppo del Misto (2020-2021) nella 10ª Commissione Attività produttive, commercio e turismo, oltreché membro della 8ª Commissione Ambiente, Territorio e Lavori pubblici (2021-2022).
Il 9 gennaio 2020 annuncia, assieme a Massimiliano De Toma, la sua uscita dal Movimento 5 Stelle e il passaggio al gruppo misto.
Il 18 marzo 2021 aderisce, assieme ai due parlamentari ex Movimento 5 Stelle Massimiliano De Toma e Tiziana Drago, a Fratelli d'Italia.
Alle elezioni politiche anticipate del 2022 viene ricandidata alla Camera, tra le liste di FdI nel collollegio plurinominale Abruzzo - 01 in seconda posizione, venendo rieletta a Montecitorio. Nella XIX legislatura è componente della 8ª Commissione Ambiente, Territorio e Lavori pubblici e della Commissione parlamentare d'inchiesta sulle attività illecite connesse al ciclo dei rifiuti e su altri illeciti ambientali e agroalimentari.